# Abisara chela
Abisara chela (tên phổ biến trong tiếng Anh: spot Judy) là một loài bướm ngày thuộc họ Bướm ngao, được tìm thấy ở Ấn Độ.